# Baylisascaris procyonis
Baylisascaris procyonis es una especie de nemátodo de la familia de los ascáridos causante de larva migrans cerebral. Se trata de una afección emergente en Europa y en expansión ya que antes sólo existía en América. Su llegada a Europa está ligada a la introducción de mapaches (Procyon lotor) para la industria peletera en 1936. El primer caso en Europa en un ser humano tuvo lugar en 1991.

## Ciclo biológico[3]

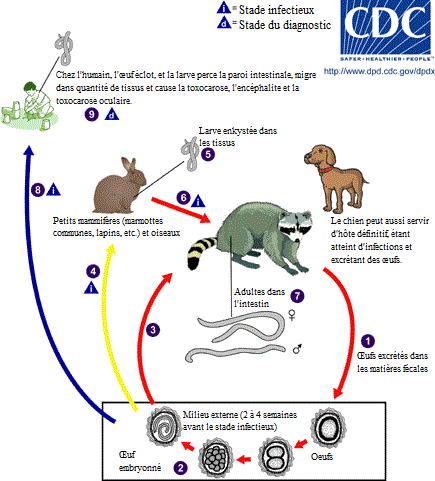
Ciclo biológico

La hembra produce millones de huevos al día durante meses o incluso años. Afecta a gallináceas, roedores, lagomorfos, etc. El hospedador definitivo es el mapache, al que le produce una afección neurológica grave: parálisis, volteo, ceguera, ataxia. Las larvas de este parásito se convierten en gusanos adultos en el intestino delgado del mapache. En algunos animales produce un síndrome neurológico mortal. Se contrae por ingestión de comida, agua o tierra infectada con huevos de esta especie.